# John Hart (danzatore)
Francis John Hart (Londra, 4 luglio 1921 – Salt Lake City, 8 febbraio 2015) è stato un ballerino, coreografo e direttore artistico britannico.

## Biografia
John Hart nacque a Londra nel 1921 e studiò danza alla Royal Academy of Dancing prima di essere scritturato dal Vic-Wells Ballet nel 1938. Nel 1940 danzò nella prima di The Prospect Before Us di Ninette de Valois prima di lasciare temporaneamente la danza per combattere con la Royal Air Force durante la seconda guerra mondiale. Di ritorno in patria fu promosso al rango di primo ballerino della compagnia e danzò nelle prime dei balletti di Frederick Ashton Sylvia (1952) e Homage to the Queen (1953).
Nel 1955 più tardi fu nominato maître de ballet e tra il 1962 e il 1970 fu vice-direttore della compagnia. Nel 1970 lasciò il Royal Ballet per insegnare nel dipartimento di danza dell'United States International University di San Diego. Nel 1972 fu nominato direttore artistico del PACT Ballet e tra il 1986 e il 1997 fu direttore artistico del Ballet West di Salt Lake City.
Fu sposato con la ballerina Ann Howard e morì nel 2015 all'età di 93 anni.